# باب وبستر
باب وبستر (انگلیسی: Bob Webster؛ زادهٔ october ۲۵, ۱۹۳۸ (۸۶ سال)) شیرجه‌رو اهل ایالات متحده آمریکا بود.